# Nombre 149
El nombre 149 (CXLIX) és el nombre natural que segueix el nombre 148 i precedeix el nombre 150.
La seva representació binària és 10010101, la representació octal 225 i l'hexadecimal 95.
És un nombre primer; altres factoritzacions són 1×149.